# Antonia Prado
Antonia Prado, död 1830, var en spansk skådespelare och sångare. 
Hon var gift med Isidoro Máiquez. Hon debuterade före 1784, då hon engagerades i Teatro del Príncipe i Madrid, där hon hade en framgångsrik karriär som skådespelare i särskilt sångroller, kallades ledande diva en kort period omkring 1805-1810. 